# Pandion (Sohn des Kekrops)
Pandion, auch Pandion II. genannt, (altgriechisch Πανδίων Pandíōn) war in der griechischen Mythologie ein König von Attika.
Pandion II. war das Ergebnis der Doppelung von Pandion, dem Sohn des Erichthonios. Diese Doppelung der mythischen Gestalt widerfuhr auch Kekrops und Erichthonios. Zum ersten Mal zu fassen ist das Ergebnis dieses Verfahrens in der Parischen Chronik aus dem Jahr 264/263 v. Chr. Pandion als Pandion II. stand nun an achter Position der Königsliste.
Pandion ist der Sohn Kekrops’ II. und der Metiadusa. Er bestieg nach dem Tode seines Vaters den Thron. Zur Zeit seiner Herrschaft soll Orestes, der im Selbstverständnis der Athener mit Pandion verwandt war, nach Athen gekommen sein, um sich von seinem Muttermord reinigen zu lassen, obgleich nach anderen Überlieferungen Pandion vor dem Trojanischen Krieg lebte und Orestes unter Demophon nach Athen kam.
Von den Söhnen des Metion, den Metioniden, wurde Pandion aus Athen verjagt. Er flüchtete nach Megara zu König Pylas und nahm dessen Tochter Pylia zur Frau. Nach anderer Tradition war er allerdings bereits zuvor mit Pylia verheiratet und floh mit seinen Söhnen nach Megara. Bei Bakchylides heißt die Ehefrau Kreusa. Sie hatten vier Pandioniden genannte Söhne: Aigeus, Pallas, Nisos und Lykos, die  Pandioniden und eine Tochter, die des Pylas Sohn Skiron heiratete, der später mit Nisos um den Thron stritt.
Nachdem Pylas den Bruder seines Vaters, Bias, getötet hatte, musste er Megara verlassen und Pandion wurde stattdessen König von Megara. Pandion starb an einer Krankheit in Megara und wurde im megarischen Land auf der Klippe der Athena-Aithyia begraben. Für Pandion wurde in Megara ein Heroon errichtet.
Nach dem Tod Pandions zogen seine Söhne gegen Athen, besiegten die Metioniden und Aigeus konnte den Thron von Attika besteigen. Nisos wurde König von Megara, Lykos regierte Euböa und Pallas das Land im Süden.